# Oenocarpus
Oenocarpus ist eine Pflanzengattung innerhalb der Familie der Palmengewächse (Arecaceae). Die etwa neun Arten sind in der Neotropis verbreitet. Sie ist durch pferdeschwanz-förmige Blütenstände gekennzeichnet.

## Beschreibung

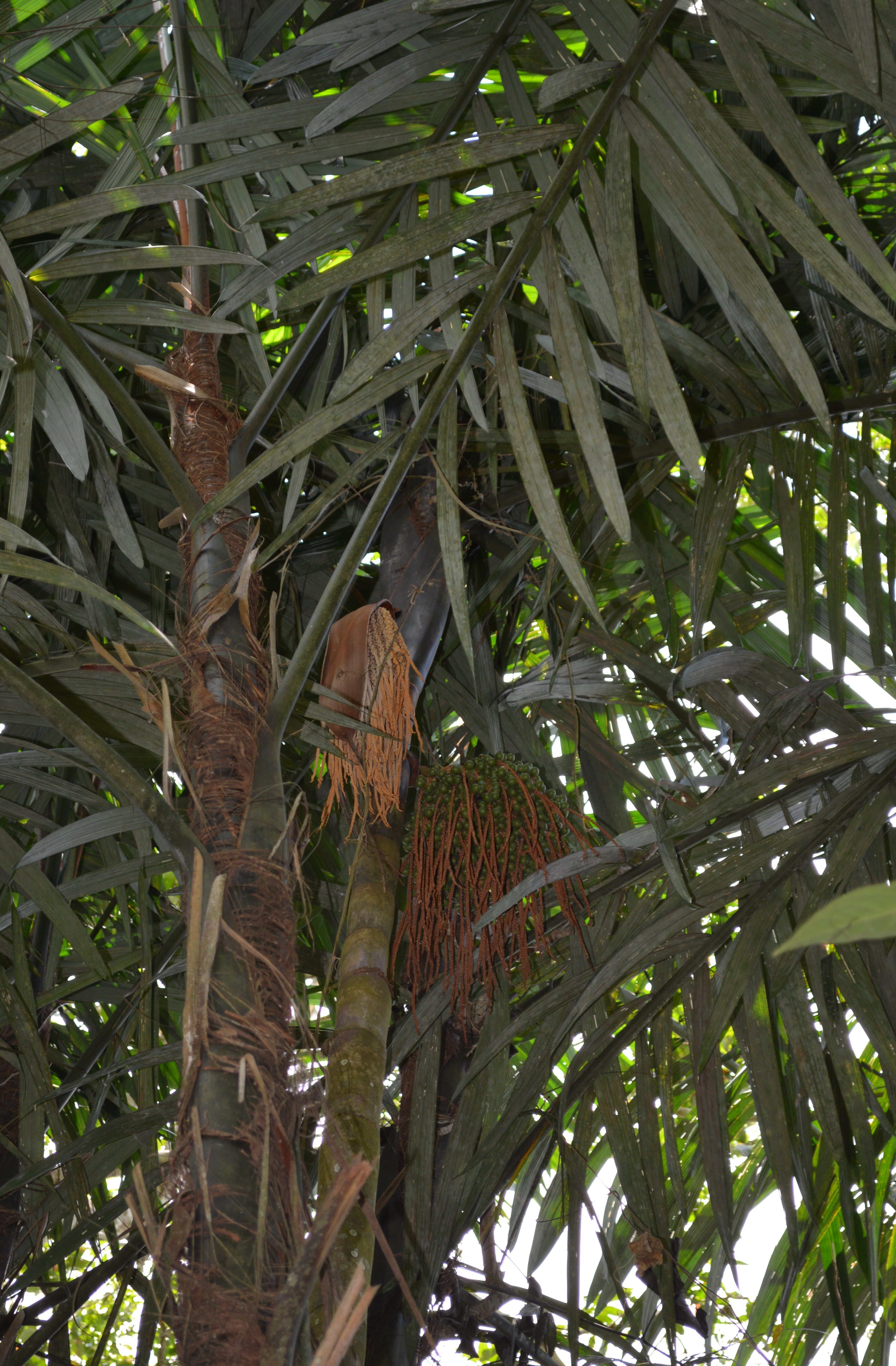
Oenocarpus bacaba

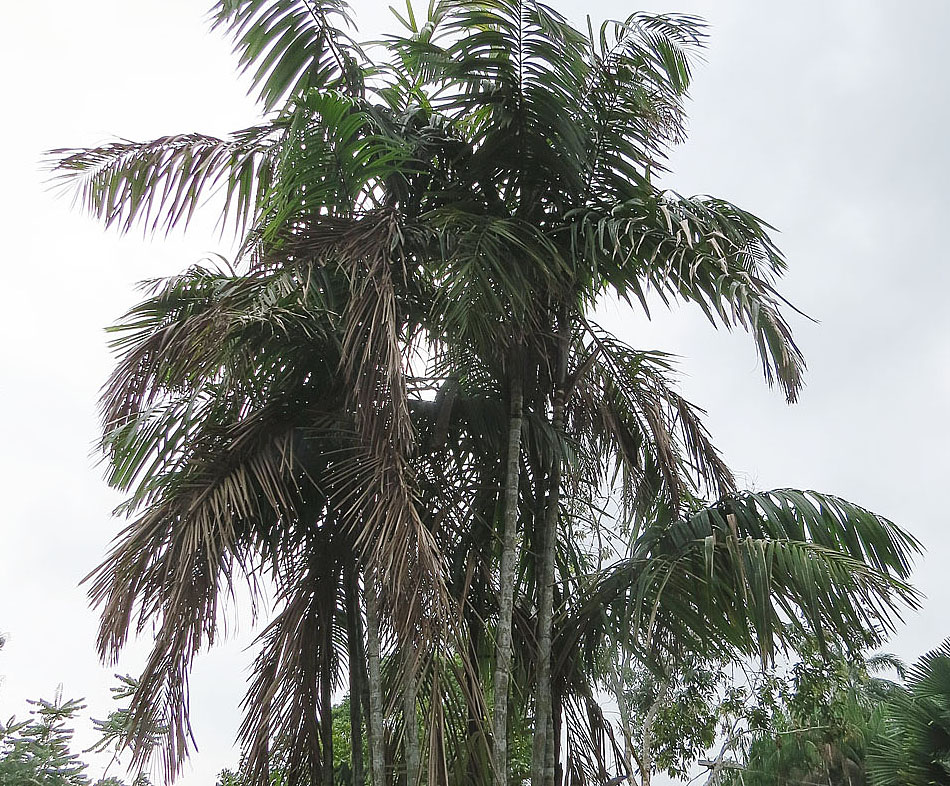
Oenocarpus mapora

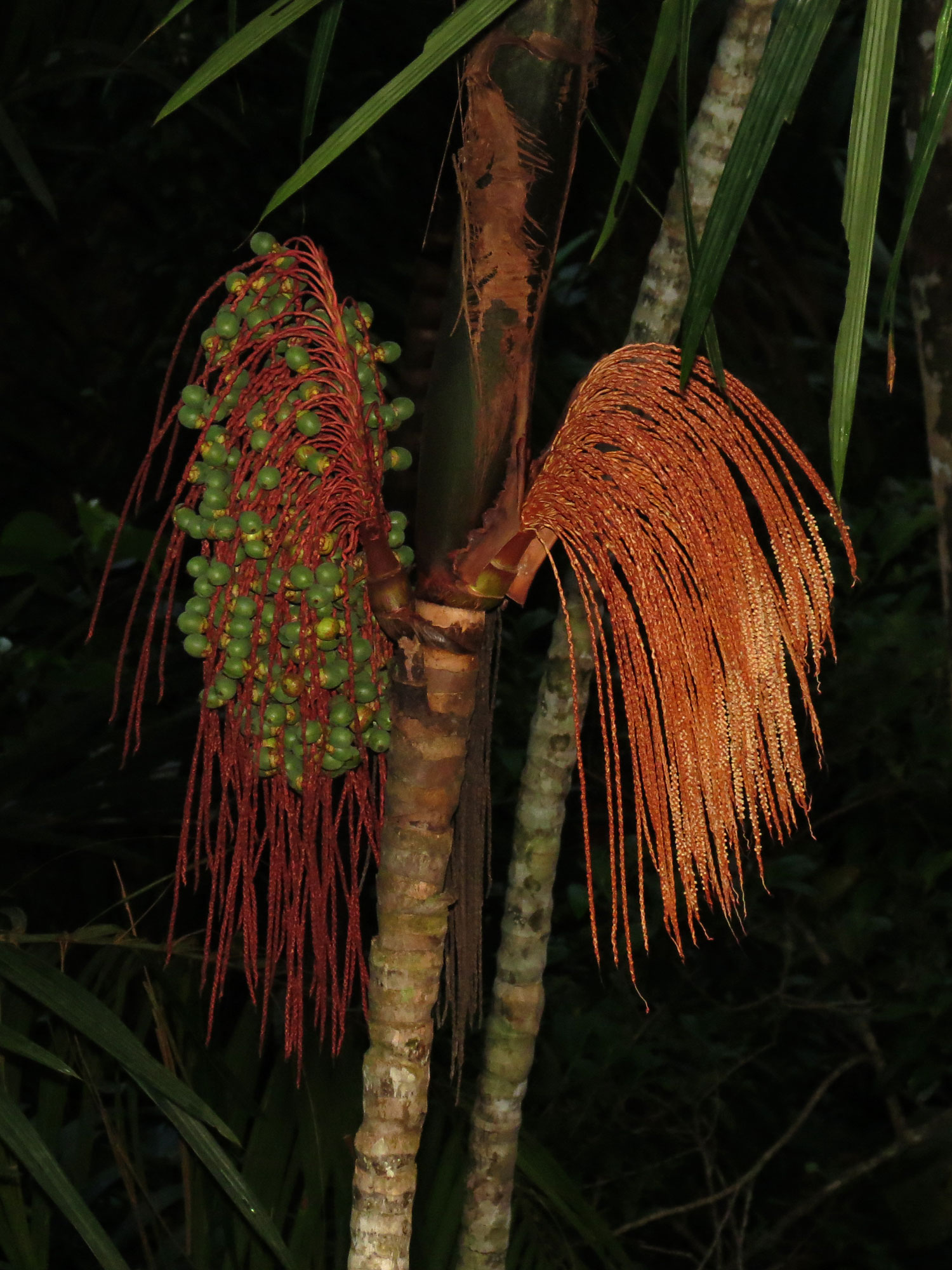
Blüten- und Fruchtstand von Oenocarpus mapora

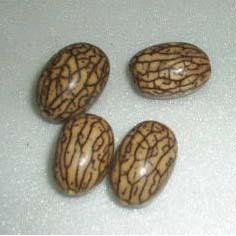
Früchte von Oenocarpus bataua

### Erscheinungsbild
Oenocarpus-Arten sind mittelgroße bis massive, einzel- oder mehrstämmige, unbewehrte Palmen. Der Stamm ist aufrecht, dicht mit faserigen Blattscheiden besetzt und wird im Alter kahl. Die Blattnarben sind glatt.

### Blätter
Die Blätter sind gefiedert oder ganz-zweiteilig. Sie stehen spiralig oder in zwei Reihen (distich). Jung stehen sie eher aufrecht, ausgewachsen ausgebreitet. Die Blattscheiden bilden keinen deutlichen Kronenschaft. Auf der dem Blattstiel gegenüberliegenden Seite spalten sich die Scheiden. Sie sind dick und ledrig. Der Blattstiel ist kurz, auf der Oberseite mit einer Rille, unterseits rund. Die Fiederblättchen können unterseits mit verschiedenartigen Schuppen und Haaren besetzt sein.

### Blütenstände
Oenocarpus-Arten sind einhäusig getrenntgeschlechtig (monözisch). Die Blütenstände stehen im Knospenstadium zwischen den Blättern, später dann unter den Blättern. Die Blütenstände sind wie ein Pferdeschweif geformt und einmal verzweigt. Der Blütenstandsschaft ist kurz oder lang, abgeflacht und behaart. Das Vorblatt ist kurz, breit, zweikielig, abaxial zerreißend und mit breit gezähntem Rand. Das Hochblatt am Blütenstandsschaft ist viel länger als das Vorblatt, rund und geschnäbelt. Die Blütenstandsachse ist länger als der -schaft, aber dennoch eher kurz. Die an der Blütenstandsachse stehenden Seitenzweige sind biegsam, hängend und schlank. Sie tragen basal Blütentriaden, weiter oben paarige oder einzelne männliche Blüten.

### Blüten
Die eingeschlechtigen Blüten sind dreizählig.
Die männlichen Blüten sind asymmetrisch und im Knospenstadium zugespitzt. Die drei Kelchblätter sind nicht verwachsen oder an der Basis kurz verwachsen. Die Kronblätter sind nicht verwachsen, oval und etwas asymmetrisch. Es gibt – ja nach Art – 6 oder 9 bis 20 Staubblätter; Ihre Staubfäden sind rund und schlank. Ihre Staubbeutel sind länglich, unten pfeilförmig, oben und stumpf. Die latrors stehenden Staubbeutel sind dorsifix, das Konnektiv reicht nicht über die Staubbeutel hinaus. Die Pollenkörner sind ellipsoidisch und leicht bis deutlich asymmetrisch. Ihre längste Achse ist 38 bis 56 Mikrometer lang.
Die weiblichen Blüten sind kürzer als die männlichen. Die drei Kelchblätter sind nicht verwachsen, fast kreisrund und haubenförmig. Die drei Kronblätter sind nicht verwachsen. Die Staminodien sind zahnartig oder fehlen. Der kurz gestielte Fruchtknoten ist eiförmig und einfächrig mit einer Samenanlage. Der kurz zylindrische Griffel endet in drei fleischigen Narben, die während Anthese zurückgebogen sind.

### Früchte
Die Früchte sind ellipsoid bis kugelig, zur Reife dunkel-purpurfarben. Die Blütenhülle bleibt an der Frucht erhalten, die Narbenreste stehen apikal. Das Exokarp ist glatt oder mit winzigen Höckern versehen, und wachsig. Das Mesokarp ist fleischig und ölig, zum Samen hin gibt es Fasern. Ein Endokarp fehlt.
Der eine Same pro Frucht ist eiförmig-ellipsoid bis kugelig. Die Narbe (Hilum) steht basal, die Raphe seitlich. Das Endosperm kann homogen oder ruminat (gefurcht) sein und besitzt eine zentrale Höhle. Der Embryo sitzt basal, ist sehr groß und reicht durch das Endosperm in die zentrale Höhle hinein.

### Chromosomensätze
Die Chromosomenzahl beträgt 2n = 36.

## Standorte
Oenocarpus-Arten gedeihen im Bereich der Flüsse Amazonas und Orinoco.

## Systematik und Verbreitung
Die Gattung Oenocarpus wurde 1823 durch Carl Friedrich Philipp von Martius in Historia Naturalis Palmarum, Seite 21 aufgestellt. Der Gattungsname Oenocarpus setzt sich zusammen aus den altgriechischen Wörtern für Wein und Frucht und bezieht sich auf die Herstellung von Getränken aus den Früchten. 1999 wurde von Henderson die Gattung Jessenia in die Gattung Oenocarpus aufgenommen, dem folgten auch Dransfield und Kollegen 2008 in der zweiten Auflage von Genera Palmarum.
Die Gattung Oenocarpus Mart. gehört zur Tribus Euterpeae in der Unterfamilie Arecoideae innerhalb der Palmengewächse. Als Schwestergruppe werden Neonicholsonia und Prestoea diskutiert. Die Monophylie der Gattung Oenocarpus wurde bis 2008 nicht untersucht.
Oenocarpus-Arten kommen in den südamerikanischen Staaten Kolumbien, Ecuador, Venezuela, Guyana, Surinam und Französisch-Guayana, Brasilien, Peru und Bolivien vor. Im Norden reicht das Areal bis Costa Rica und Panama.
Es gibt etwa neun Arten:
- Oenocarpus bacaba Mart.: Sie ist im tropischen Südamerika verbreitet.[1]
- Oenocarpus balickii F.Kahn: Sie kommt nur im westliche brasilianische Bundesstaat Amazonas vor.[1]
- Oenocarpus bataua Mart.: Es gibt zwei Varietäten:
  - Oenocarpus bataua Mart. var. bataua: Sie kommt im östlichen Panama und im tropischen Südamerika vor.[1]
  - Oenocarpus bataua var. oligocarpus (Griseb. & H.Wendl.) A.J.Hend.: Sie kommt in Trinidad und im nördlichen Südamerika vor.[1]
- Oenocarpus circumtextus Mart.: Sie kommt im brasilianische Bundesstaat Amazonas und im südöstlichen Kolumbien vor.[1]
- Oenocarpus distichus Mart.: Sie kommt in Brasilien, Bolivien und Peru vor.[1]
- Oenocarpus makeru R.Bernal, Galeano & A.J.Hend.: Dieser Endemit kommt nur im südöstlichen Kolumbien vor.[1]
- Oenocarpus mapora H.Karst.: Sie ist Costa Rica, Panama und im tropischen Südamerika verbreitet.[1]
- Oenocarpus minor Mart.: Sie kommt im südöstlichen Kolumbien und im nördlichen Brasilien vor.[1]
- Oenocarpus simplex R.Bernal, Galeano & A.J.Hend.: Sie kommt im brasilianische Bundesstaat Amazonas und im südöstlichen Kolumbien vor.[1]

## Nutzung
Aus dem Perikarp der Früchte wird Öl gewonnen, aus dem Mesokarp ein cremiges Getränk. Die Palmherzen werden gegessen. Aus den Stämmen werden Bauholz und Speere gewonnen.

## Belege
- John Dransfield, Natalie W. Uhl, Conny B. Asmussen, William J. Baker, Madeline M. Harley, Carl E. Lewis: Genera Palmarum. The Evolution and Classification of Palms. Zweite Auflage, Royal Botanic Gardens, Kew 2008, ISBN 978-1-84246-182-2, S. 467–469.